# Szeszvete
Szeszvete (horvátul: Sesvete) Zágráb főváros legnagyobb területű, északkeleti városnegyede Horvátországban. Közigazgatásilag magához a fővároshoz tartozik, de önálló városrészt képez.

## Fekvése
Zágráb városközpontjától 9 km-re kelet-északkeletre, a Prigorje területén, a Medvednica-hegység keleti részén és az attól délre elterülő előhegységi területen fekszik. Területe 16524 hektár, ami alig valamivel kisebb, mint Zágráb teljes területének ötöde. A városrész a földrajzi értelemben vett Sesvetsko Prigorje területe délen a Száva felé elnyúló termékeny síksággal és a Medvednica enyhe déli lejtőivel, amelyet számos vízfolyás (Vuger-patak, a Kašina, a Blaguša, a Moravče, a Črnec és mások) völgyei szelnek át. A terület északi része ősidők óta ideális feltételeket teremt a gazdálkodáshoz és a szőlőtermesztéshez. Néhány évtizeddel ezelőtt a terület nagy részét még a vidéki életmód jellemezte, amelynek jelei továbbra is jól láthatóak a legtöbb helyi településen. Elsőként már az elmúlt század hatvanas éveiben megkezdődött az iparosodás és az ehhez kapcsolódó bevándorlás, mely ösztönözte Szeszvete és településeinek gyors, urbanizálódását. A Zágráb - Dugo Selo út mentén fekvő települések (Brestje, Sesvetska Sela, Kraljevečki Novaki, Kobiljak és Sesvetski Kraljec) mára beolvadtak Szeszvete városi jellegű településébe, ahol a városnegyed lakosainak 75%-a él. Az elmúlt tizenöt évben hasonló folyamat gyorsult fel a Szeszvete - Szentivánzelina és a Szeszvete – Kašina útmentén. Ezeknek a változásoknak köszönhetően a városrész népessége kevesebb, mint négy évtized alatt megháromszorozódott.
A zágrábi polgárok többsége számára Sesvete elsősorban a város túlzsúfolt keleti bejárata, amelybe nap mint nap egyre sűrűbb közúti forgalom áramlik Horvátország északi és keleti részeiről.

## A városnegyed települései
Szeszvetéhez közigazgatásilag az alábbi települések tartoznak:

Adamovec, Belovar, Blaguša, Budenec, Cerje, Dobrodol, Drenčec, Dumovec, Đurđekovec, Gajec, Gajišće, Glavničica, Glavnica Donja, Glavnica Gornja, Goranec, Jesenovec, Jelkovec, Kašina, Kobiljak, Kraljevečki Novaki, Kućanec, Kučilovina, Luka, Lužan, Markovo Polje, Maróca (Moravče), Novo Brestje, Novi Jelkovec, Paruževina, Planina Donja, Planina Gornja, Popovec, Prekvršje, Prepuštovec, Staro Brestje, Sesvetski Kraljevec, Selčina, Sesvetska Sela, Sesvetska Selnica, Sesvetska Sopnica, Soblinec, Šašinovec – Šija vrh, Šimunčevec, Szopnica (Kašinska Sopnica), Vuger Selo, Vugrovec Donji, Vugrovec Gornji, Vurnovec és Žerjavinec.

## Története
A területén eddig talált régészeti leletek alapján Szeszvete vidéke már a legősibb idők óta lakott. A Szeszvetei Prigorje Múzeum által 1976 óta folyamatosan elvégzett szisztematikus régészeti kutatások nap mint nap kiegészítik a képet Szeszvete környékének legrégebbi múltjáról. A bronzkorból és a vaskorból származó számos lelőhely mellett különösen jelentősek a Szeszvetétől északra fekvő Glavnica Donja közelében található Kuzelin nevű régészeti lelőhely leletei. Itt már említett korábbi korok tárgyain kívül a kelta időkből származó tárgyakat is találtak, amelyek a Zágráb környékén egyedieknek számítanak a maga nemében: fibulák, ezüst érmék, luxus grafitos és barna polírozott kerámiák, valamint egy 511 méteres magasságban fekvő kelta erőd maradványai. A legfontosabb leletek azonban az ókor végéről és népvándorlás idejéből, a 4. és 6. századból származnak. Az itt álló ősi erődítményt abban az időben új, kőből épített védművekkel és bejárati rámpával újították fel. Az utolsó, Zágráb földjén élt rómaiak szalmával borított mészkőpadlós faházakat építettek. Később katonai egységek érkeztek, hogy megvédjék a Dunavidék és az Adria közötti legrövidebb stratégiai útvonalat.
A terület első írásos említése Imre királynak egy 1201-ből származó oklevelében történt, melyben a zágrábi püspökség itteni „Ugra” nevű birtokát említi „predii Vgra” alakban. A térség legrégibb települése kétségkívül Kašina falu, amelyet már András király egyik okmányában 1217-ben említenek. Szeszvete falu és annak Mindenszentek egyháza először a Károly Róbert király 1328-as, a zágrábi egyház birtokait megerősítő okmányában szerepel írásos formában „Omnium Sanctorum ecclesiam terrae” alakban. 1334-ben a zágrábi káptalan statutumában „item villam Apud ecclesiam Omnium Sanctorum” alakban említik. A falu nevét a 14. század végén kelt dokumentumok még mindig magyar nevén „Mendzenth” formában említik. Lakói jobbágyok voltak, földesuruk a zágrábi káptalan volt. A 15. és 16. századból származó írásbeli dokumentumok a városnegyed több településének a nevét is tartalmazzák: Adamovec, Belovar, Moravče, Jesenovec, Planina, Šašinovec, Kraljevec (a Sesvetski jelzőt csak a 19. század végén kapta), Prepuštovec és Jelkovec.
Szeszvete 1457-ben Mátyás királytól kiváltságokat kapott, így joguk volt évente négy vásárt és hetipiacot tartani. Az 1601-ed adóösszeírás szerint Szeszvetén 107 ház állt. A falu népessége azonban a következő években csökkent, így 1786-ban csak 15 házat számláltak. A szeszvetei népiskola az 1865/66-os tanévben kezdte meg működését. A település csak a 19. század végén kezdtek megjelenni egy jelentős ipari központ jellegzetességei. 1879 júliusában megkezdődött a Húsüzem építése, amelyet Kata Rabus és fia 1921-ben felújított. A Badel család kis desztillálóüzeméből a 20. század elejére egy nagy szeszgyár alakult ki, amely ma is létezik. Szeszvetét 1934/35-ben csatlakoztatták a zágrábi központi erőműhöz.
Szeszvete és környéke forgalmi csomóponttá válása is megkezdődött. Kedvező földrajzi helyzetének köszönhetően a 19. század második felében jelentősen megnőtt a Szeszvetétől Kašinán át Lazig tartó, a Medvednica zagorjei oldalán át haladó régi út forgalma, így szükségessé vált annak 1878/79-es felújítása. 1870-ben megépült a Zágráb-Budapest vasútvonal, mely szintén itt haladt keresztül. A 20. században ezt a területet már számos út keresztezte, amelyek nagy jelentőséggel bírtak Zágráb és a környéke közötti forgalmi kapcsolat szempontjából. A második világháború előestéjén, az 1940-es évek elején megkezdődött Zágráb - Dugo Selo és a Szeszvete – Szentivánzelina utak betonozása. A háború után folytatódott a régi Zágráb – Belgrád út építése, majd ezt követte később a Zágráb – Lipovac és a Zágrábot elkerülő autópálya építése.
Az 1940-es évek második felében a mai városrész területét felosztották a Zágráb és Szentivánzelina között. A zágráb körzetbe tartoztak: Cerje, Kašina, Markovo Polje, Planina, Prekvršje, Sesvete, Sesvetski Kraljevec, Šašinovec, Vugrovec és Vurnovec. A terület északkeleti része, amely magában foglalja Adamovec, Belovar, Donja Glavnica, Donji Adamovec, Gornja Glavnica, Jesenovec, Lužan és Moravče településeit Szentivánzelinához került. 1952-ben a Sesvetski Prigorje településeinek nagy részét a Zágrábi körzet három községébe osztották: Kašina, Sesvete és Šašinovec. Belovar - Moravče község viszont a Zelinai körzethez került. A Szeszvete községi önkormányzatot, amely magában foglalta a mai városrész teljes területét és a mai Gornja Dubrava részét képező Dupac területét 1955-ben alapították, mint a Zágrábi kerület egyik önkormányzatát. Hét évvel később Sesvete a zágrábi belváros egyik önkormányzatává vált, de 1967-ben, amikor a belvárosi önkormányzatok egyesültek Zágráb városává, Szeszvete önálló önkormányzatként a városon kívül maradt. 1975 óta Szeszvete önkormányzata tagja a Zágráb Önkormányzatok Szövetségének, az ún.  "zágrábi gyűrűnek" (zagrebačkog prstena), 1982-ben pedig az egyesült Zágráb városi  községek 14 önkormányzatának egyike lett. Az önálló Szeszvete községi önkormányzat a többi zágrábi önkormányzathoz hasonlóan 1990. december 31-én megszűnt.

## Népessége
| Lakosság változása | Lakosság változása | Lakosság változása | Lakosság változása | Lakosság változása | Lakosság változása | Lakosság változása | Lakosság változása | Lakosság változása | Lakosság változása | Lakosság változása | Lakosság változása | Lakosság változása | Lakosság változása | Lakosság változása | Lakosság változása |
| ------------------ | ------------------ | ------------------ | ------------------ | ------------------ | ------------------ | ------------------ | ------------------ | ------------------ | ------------------ | ------------------ | ------------------ | ------------------ | ------------------ | ------------------ | ------------------ |
| 1857               | 1869               | 1880               | 1890               | 1900               | 1910               | 1921               | 1931               | 1948               | 1953               | 1961               | 1971               | 1981               | 1991               | 2001               | 2011               |
| 1.047              | 1.224              | 1.345              | 1.611              | 1.863              | 1.915              | 2.102              | 2.505              | 2.898              | 3.522              | 5.815              | 15.683             | 28.340             | 35.337             | 44.914             | 54.085             |

## Nevezetességei
A Mindenszentek tiszteletére szentelt római katolikus temploma 1766 és 1773 között épült. A templom egyhajós épület a főhomlokzat felett emelkedő két toronnyal, melyet barokk hagymakupolás toronysisakok fednek. A szentély félköríves, a keleti oldalához csatlakozik a sekrestye. A főhomlokzat két szoborfülkéjében Szent István király és Szent László király barokk szobrai állnak. A templom hossza 25 m, szélessége 12 m, a kupola magassága 17 m. Mindkét harangtorony magassága 36 m. A templombelsőt freskókkal díszítették közvetlenül az építkezés 1773-as befejezése után, amelyet az ide látogató főesperes már 1779-ben leírt. A szentély freskói a főoltár szerves részeiként a mennyezeten és az apszisban vannak, mint a főoltár szerves része, míg a hajó freskói a Boldogságos Szűz Mária Szeplőtelen Fogantatásának mellékoltárához és Alexandriai Szent Katalin mellékoltárához kapcsolódnak. A templomhajó mennyezetére 8 medált festettek, amelyeket 1995-ben restauráltak a templom tetőzetén kialakult tűz után. A templom főbejárata felett található a kórus, ahol az 1906-ban Heferer műhelyében készült orgona található.
Az egykori káptalani kúria épülete Sesvetski Kraljevec településrész legkeletibb részén, az egykori káptalani birtok telkén található. Egyemeletes, téglából épített kúria, melynek nyugati főhomlokzata az utcára néz, melytől park választja el. A kúriát a zágrábi káptalan építtette a saját birtokán. Feltételezhető, hogy egy régebbi várkastély helyén épült, amely a történelmi források szerint a káptalani birtokok védelmére építettek. Jelenlegi formáját 1828-ban, Juraj Eiter zágrábi építész terve alapján nyerte el. Az aszimmetrikus homlokzatot az ablaktengelyek egyenetlen ritmusával érték el. Az alagsor boltozatai azt jelzik, hogy az épület több ütemben épült. A szabadon álló épületet cseréppel borított csonka kontytető fedi.
A mai káptalani kúria épülete, melyben a Prigorje Múzeum található egy szabadon áll, 18. századi, egyemeletes, téglalap alaprajzú, hatalmas alapterületű épület. Az északi homlokzat mentén a kerítésfalban alakították ki a birtok széles bejárati kapuzatát. A boltíves pince csak az épület egy része alatt található. A földszinti szobák boltozatosak, az emeletiek síkmennyezetűek. A főbejáratot az épület hátsó részén található gazdasági bejárattal az épület észak-déli tengelyében húzódó főfolyosó köti össze .
Védett műemlék a település központjában levő útkereszteződésben, a Prigorje Múzeum épülete előtt, a Mindenszentek-templommal átellenben álló feszület. A hagyomány szerint régen a helyén egy fakereszt állt, melyet rossz állapota miatt a 20. század elején ki kellett cserélni. A feszület műkőből készült, egy lépcsővel megemelt magas kőtalapzatra került. A feszület környéke kovácsoltvas kerítéssel van bekerítve. A keresztre feszített Krisztus csukott szemmel jobb vállára hajtja töviskoronával megkoronázott fejét. Feje fölött az INRJ (Iesus Nazarenus Rex Judaeorum) felirat látható.

## Kultúra
- Prigorje Múzeum
- Szeszvetei Könyvtár
- Szeszvetei Népi Egyetem

## Oktatás

### Iskolák
- Sesvete gimnázium
- Jelkovec középiskola
- Brestje általános iskola
- Ivana Granđe általános iskola
- Jelkovec általános iskola
- Luka általános iskola
- Sesvete általános iskola
- Sesvetska Sela általános iskola
- Sesvetska Sopnica általános iskola
- Sesvetski Kraljevec általános iskola
- Vugrovec – Kašina általános iskola

### Óvodák
- Šegrt Hlapić óvoda
- Sesvete óvoda
- Buba Mara óvoda
- Leptir óvoda
- Mačak Paško óvoda
- Smjehuljica óvoda
- Zvončica óvoda
- Palčica óvoda

## Sport
- NK Sesvete labdarúgóklub. 1941-ben Radnik Sesvete néven alapították. A klub 1994. áprilisáig működött, amikor robbanás történt a pálya és az öltözők szomszédságban levő „Duboki jarak” katonai raktárban. A robbanás következtében sportlétesítményei leégtek, illetve robbanóanyaggal teltek meg. Az új helyzet miatt a klub nem folytathatta a sporttevékenységeket, ezért a klubot abban az évben ideiglenesen bezárták. 2005-ben 11 évi szünet után a volt futballisták és a szurkolók egy csoportja kezdeményezte a klub újjáélesztését, melyet a városrész tanácsa is támogatott. Az év végén összehívták a klub alapító testületét, amelyen elfogadták a klub alapszabályát és megválasztották az összes irányító testületet. 2013. július 8-án a klubgyűlés megváltoztatta a klub nevét NK Radnik Sesvetéről NK Sesvetére. A csapat jelenleg a horvát 2. ligában szerepel.
- BK Sesvete ökölvívóklub
- TK "Orion" taekwondo klub
- HK Sesvete birkózóklub
- MRK Sesvete férfi kézilabdaklub (első ligás)
- RK Sesvete-Agroproteinka női kézilabdaklub (első ligás)
- KK Sesvete kosárlabdaklub
- Krav Maga Sesvete
- BHC Sesvete strand kézilabdaklub